# نيلسون (نيوهامشير)
نيلسون (بالإنجليزية: Nelson, New Hampshire)‏ هي معلم جغرافي تقع في الولايات المتحدة في نيوهامشير. يقدر عدد سكانها بـ 729 نسمة ومساحتها 60.2 كم2 وترتفع عن سطح البحر 455 متر.

## معرض صور

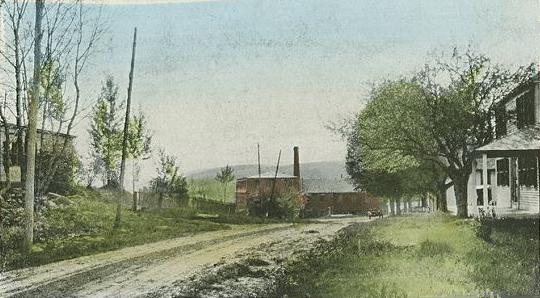
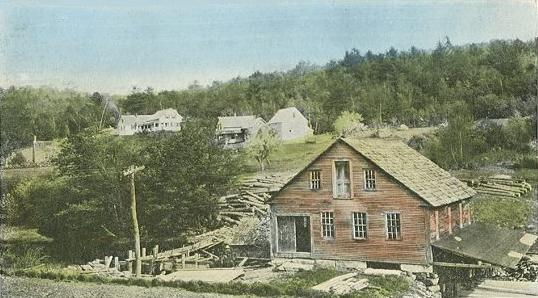
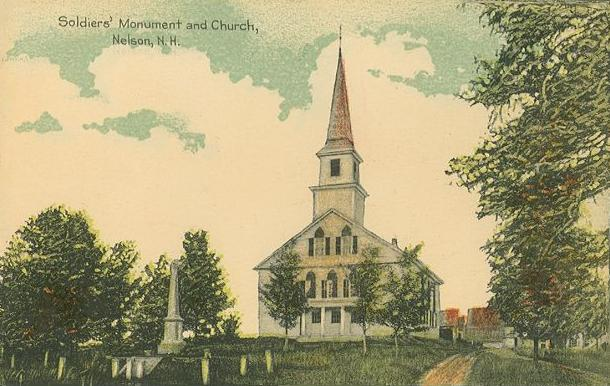

## أعلام
- ماي سارتون
- سيمون غودل غريفين